# زاكاري ماسون
زاكاري ماسون (بالإنجليزية: Zachary Mason)‏ هو كاتب وعالم حاسوب أمريكي، ولد في 1974 في الولايات المتحدة.